# جيليان هول
جيليان فاييه هول (بالإنجليزية: Jillian Faye Hall)‏ هي مصارعة محترفة معتزلة ومدربة ومغنية أمريكية ولدت في يوم 6 سبتمبر 1980 في بلدة أشلاند في ولاية كنتاكي في الولايات المتحدة، إحترفت المصارعة في اتحاد دبليو دبليو إي، دخلت الحلبة لأول مرة في سنة 1998 باسم مارسيلا ميرسيدس وفازت ببطولة العالم عدة مرات، بدأت في بداية ظهورها تظهر كمرافقة ومستشارة شخصية للمصارع جي بي إل وبعد ذلك شكلت فريق ثنائي مع ميلينا بيريز وبعد ذلك تحدوا بعض على بطولة دبليو دبليو إي ديفاز وخسرت في النهاية البطولة بعد هزيمتها من ميلينا في سنة 2009، في نوفمبر 2010 أعلنت جيليان هول فسخ عقدها مع دبليو دبليو إي.

## روابط خارجية
- جيليان هول على موقع IMDb (الإنجليزية)
- جيليان هول على موقع ميوزك برينز (الإنجليزية)
- جيليان هول على موقع ديسكوغز (الإنجليزية)
- جيليان هول على موقع قاعدة بيانات الفيلم (الإنجليزية)
- جيليان هول على موقع دبليو دبليو إي (الإنجليزية)
- جيليان هول على موقع WrestlingData.com (الإنجليزية)
- جيليان هول على موقع CageMatch worker (الإنجليزية)
- جيليان هول على موقع قاعدة بيانات المصارعة على الإنترنت (الإنجليزية)
- جيليان هول على موقع عالم المصارعة على الإنترنت (الإنجليزية)
- جيليان هول على موقع عالم المصارعة على الإنترنت (الإنجليزية)